# Holbæk
 For alternative betydninger, se Holbæk (flertydig). (Se også artikler, som begynder med Holbæk)
 Denne artikel handler om selve byen Holbæk. Ordet Holbæk bruges ofte også som en kort betegnelse for Holbæk Kommune.
Holbæk er en by på Nordvestsjælland ca. 60 km fra København. Med sine 30.903 indbyggere  (2025) er den Nordvestsjællands største by. Byen er hovedby i Holbæk Kommune og hører under Region Sjælland. Holbæk er vokset op omkring det tidligere Holbæk Slot grundlagt i 1236 af Valdemar Sejr, og byen fik købstadsrettigheder i 1286. Om navnet er der to teorier: Det kan være en omskrivning af "Den hule bæk", refererende til den bæk, der i middelalderen løb gennem byen, eller også er det "Den hellige bæk". Vest for havnen findes udløbet af en lille bæk med navnet Hulbæk.
Holbæk har trafikforbindelser til København og Roskilde via motorvej og jernbane, hvorfor en stor del af byens erhvervsaktive arbejder uden for kommunen.[kilde mangler] Byens opland findes bl.a. i Odsherred, hvortil der også føres en jernbane, Odsherredsbanen, med endestationer i Holbæk og Nykøbing Sjælland. Indtil starten af 1960'erne var Holbæks udstrækning syd for jernbanen stærkt begrænset, men ekspansion af både boliger og erhverv har strakt byen over de sydlige marker.

## Historie

### Oprindelse
Holbæk menes at være opstået af to små byer, der lå ved og havde navn efter de to bække Holbæk og Labæk. Den første vest, den anden øst for det bakkedrag, hvorpå byen ligger. Labæk skal have været den betydeligste, men efterhånden forsvandt den og gik helt op i den anden, Holbæk, da der her var opstået en større gård og senere et befæstet slot. Holbæk nævnes første gang 1199 i et gavebrev af biskop Absalon, hvori han giver Sorø Kloster gården (curiam) Holbæk med de til den hørende fire små byer Metheløse (Merløse), Grubethorp (Krojerup i Sønder Jernløse Sogn), Thostethorp (Tostrup i Merløse Sogn) og Ulfsthorp (en senere forsvundet landsby, der lå i Aagerup eller Tølløse Sogn, og som endnu nævnes 1370). Sorø Kloster har vist snart afhændet gården til Ringsted Kloster, thi 1231 solgte abbeden i dette kloster et stort stykke jord her til Valdemar Sejr, der skal have anlagt og befæstet Holbæk Slot vest for byen (ved Strandporten), hvor stranden vist nok oprindeligt gik helt ind til dens volde. Fra den tid begynder vel egentlig Holbæks betydning som by.

### Middelalderen
I processen mellem Christoffer I og ærkebiskop Jakob Erlandsen klager ærkebiskoppen over, at borgerne i Holbæk have dræbt Asser præst, slæbt ham igennem byen til rådhuset og begravet ham i hedensk jord, uden at grunden til denne fremfærd nævnes. I anden halvdel af det 13. århundrede fik byen et Sortebrødrekloster, og 1286 skal Erik Menved have givet Holbæk en stadsret, som blev fornyet og udvidet 1549 og mange gange er bleven stadfæstet, således 1443, da byen tillige fik toldfrihed overalt i Danmark undtagen på Skanør, Falsterbo og andre sildelejer om efteråret, 1454, 1502 og 1506, 1534 af grev Christoffer i Grevens Fejde, 1562, 1598, 1648, 1672, 1714, 1737 og 1746.
Sortebrødreklosteret blev stiftet 1269 eller vel snarere 1275; 1276 indviede Roskildebispen Peder Bang klosterets kirkegård. I 1287 brændte klosteret sammen med byen, og da kongemorderne hærgede Holbæk 1229, er klosteret sikkert heller ikke gået fri. I 1323 lod Christoffer II klosterkirken opføre, vistnok efter en brand, og samme år indviedes den af Børglumbispen. Dronning Dorothea skænkede 1456 munkene en større pengesum, for at de skulle læse messer over hende, og i testamenter betænktes de af og til med gaver. Ikke desto mindre var de ved reformationen så fattige, at de 1535 måtte forlade klosteret og overlade det med grev Christoffers samtykke til byen. Kort efter tog Christian III det vel i besiddelse i den hensigt at bruge det til forbedring af Holbæk Slot, men 1536 kom det atter i borgernes eje. Det var et kompleks af tre (måske 4), under rette vinkler sammenstødende fløje. I den vestre fløj havde efter reformationen byens latinskole lokale indtil sin ophævelse 1740, og her boede også rektoren (den næstsidste rektor var Torkil Baden, død 1732); der efter fik den danske skole plads her. Kirken, der udgjorde den nordre fløj, blev nedbrudt 1869. Har klostergården oprindelig også været lukket mod øst, må fløjen her tidlig være forsvunden, da den ikke findes på byplanen i Resens Atlas 1670. Til Holbæk har vistnok hørt en Sankt Jørgensgård for spedalske.
Holbæk havde foruden klosterkirken sin egen sognekirke, helliget Sankt Nicolaus. Den skal have stået på Algadens søndre side (hjørnet af Nygade) på det sted, hvor amtstuegården ved begyndelsen af det 19. århundrede lå (den blev udparcelleret 1846, og dens store, smukke have gav for en del plads til et stort dampbrænderi), og ved gravning i det omkringliggende terræn, navnlig nord for gaden, har man fundet en mængde menneskeben, et bevis på, at kirkegården har været temmelig stor. Efter reformationen stod kirken øde og forfaldt efterhånden, hvorfor Frederik II i 1573 skænkede såvel den som pladsen, hvorpå den stod, til lensmanden på Holbæk Slot, Christoffer v. Festenberg (Pax) med tilladelse til, at han måtte nedbryde den og anvende materialet, som han selv ville. I dens sted blev klosterkirken byens sognekirke.
Holbæk havde flere gange været hjemsøgt af ildebrand, blandt andet 1513 (og vist også 1560, da det bliver befalet borgerne at ombytte stråtagene med teglhængte tage).

### Renæssancen
Om Holbæk oplyser Arent Berntsen i Danmarckis oc Norgis Fructbar Herlighed fra 1655: "Holbeck Slots Lehn hvorudi er kun Tuze-Herrit allene oc den Kiøbstad Holbeck, liggendes 7 Mile West-Norwest fra Kiøbenhafn, til hvilcken Isefiord, fra den Norder Ende af Landet, 3 Mile opløber oc der til giør god Indseigling saa at ofte mange store Skibs Ladinger aff Korn oc andet, der fra til Holland, Norge, Tyskland oc omliggende Stæder, udføris. Oc efter at det der omkring giffver et rigt oc got Korn Land, tilhandle sig der Borgerskabet, af omliggende Herre-Gaarde oc Bønder, store Partier Korn, hvilcket de udskibe, oc igien indføre andre grofve Vahre, af Salt, Jern, Hommel, u. Hvorpaa de oc hafve god Aftreck, saa det sammesteds gifver nogle velformuende Indvaaner."
Tilbagegangen for byen begyndte med Karl Gustav-krigene 1658–60, da slottet blev ødelagt, og da byen led under fjendens hærgninger, og den sank snart ned til at være en ubetydelig by.

### Under enevælden
I 1672 havde købstaden 879 indbyggere, i 1769 1.211 og 1787 1.159 indbyggere. Årene 1719–88 opførtes der ikke en eneste ny bygning, og i Pontoppidans Danske Atlas hedder det 1774: "Byens Handel og Næring er paa 40 Aar utroelig aftaget, saa at Byens Indvaanere til største Delen ere meget forarmede og ringe". Først ved slutningen af det 18. århundrede begyndte byen at komme til kræfter under det almindelige opsving i landets handelsforhold, og ved større foranstaltninger i det 19. århundrede, navnlig anlæggelsen af Havnen, kom den i jævn fremgang.
I det 17. og 18. århundrede havde Holbæk fra tid til anden en garnison, for det meste af ryttereskadroner. Også i det 19. århundrede var den garnisonsby.

### Den tidlige industrialisering
Holbæk havde årlig 6 markeder, 2 i marts og 1 i april (heste og kvæg), 1 i juni (heste, kvæg og skovbovarer), 1 i oktober (kvæg) og 1 i november (kreaturer).
Af fabrikker og industrielle anlæg havde byen omkring midten af 1800-tallet: 7 brændevinsbrænderier, 1 tobaksfabrik, 1 jern- og metalstøberi, 1 ølbryggeri, 2 bomuldsvæverier, 3 farverier, 5 garverier, 2 pottemagerier, 1 bogtrykkeri. Desuden 3 vindmøller og 1 hestemølle. Af fabrikker og industrier havde byen i 1872: 6 brændevinsbrænderier, 2 tobaksfabrikker, 1 kalkbrænderi, 2 uldspinderier, 2 jern- og metalstøberier, 3 ølbryggerier, 3 bomuldsvæverier, 3 farverier, 6 garverier, 2 pottemagerier, 2 bogtrykkerier, desuden 3 vindmøller og 1 hestemølle samt 1 skibsbyggeri. Af fabrikker og industrielle anlæg havde byen omkring århundredeskiftet: 3 tobaksfabrikker, 1 uldspinderi, 2 jern- og metalstøberier, 2 ølbryggerier, hvoraf det ene tillige bryggede bayersk øl, 2 bomuldsvæverier, 3 farverier, 5 bogtrykkerier, 2 vejrmøller, 1 dampmølle, 1 andelssvineslagteri, der dog lå i det tilgrænsende landsogn, 1 frugtvarefabrik med mere.
I Holbæk blev udgivet 3 aviser: Holbæk Amts Avis, Holbækposten og Holbæk Amts Dagblad, samt ugebladet Skyttetidende.
Holbæks befolkning var stigende i slutningen af 1800-tallet og begyndelsen af 1900-tallet: 2.638 i 1850, 2.811 i 1855, 2.971 i 1860, 2931 i 1870, 3.265 i 1880, 3.915 i 1890, 4.574 i 1901, 5.269 i 1906 og 5.915 i 1911.
Efter næringsveje fordeltes folkemængden 1890 i følgende grupper, omfattende både forsørgere og forsørgede: 408 levede af immateriel virksomhed, 1.571 af håndværk og industri, 813 af handel og omsætning, 50 af søfart, 87 af fiskeri, 178 af jordbrug, 34 af gartneri, mens 624 fordeltes på andre erhverv, 82 levede af deres midler, 54 nød almisse, og 14 var i fængsel. Ifølge en opgørelse i 1906 var indbyggertallet 5.269, heraf ernærede 355 sig ved immateriel virksomhed, 258 ved landbrug, skovbrug og mejeridrift, 161 ved fiskeri, 2.755 ved håndværk og industri, 1.160 ved handel med mere, 267 ved samfærdsel, 191 var aftægtsfolk, 110 levede af offentlig understøttelse og 12 af anden eller uangiven virksomhed.

### Mellemkrigstiden
Gennem mellemkrigstiden var Holbæks indbyggertal voksende: i 1921 11.198, i 1925 11.831, i 1930 12.473, i 1935 12.493, i 1940 12.790 indbyggere. Men samtidig skete der en vækst i forstæder i Butterup-Tuse Kommune, hvor der bosatte sig en række personer med arbejde i Holbæk.
| År                                               | 1921   | 1925   | 1930   | 1935   | 1940   |
| ------------------------------------------------ | ------ | ------ | ------ | ------ | ------ |
| Holbæk købstad                                   | 11.198 | 11.831 | 12.473 | 12.493 | 12.790 |
| Allerupgård villakvarter (Butterup-Tuse Kommune) | -      | 138    | 216    | 210    | 215    |
| Holbæk med forstæder                             | 11.198 | 11.969 | 12.689 | 12.703 | 13.005 |

Ved folketællingen i 1930 havde Holbæk 12.473 indbyggere, heraf ernærede 1.259 sig ved immateriel virksomhed, 4.851 ved håndværk og industri, 2.113 ved handel mm, 1.104 ved samfærdsel, 730 ved landbrug, skovbrug og fiskeri, 865 ved husgerning, 1.428 var ude af erhverv og 123 havde ikke oplyst indkomstkilde.
| Næringsveje          | Landbrug m.v. | Håndværk, industri | Handel og omsætning | Transport | Immateriel virksomhed | Hus- gerning | Ude af erhverv | Uangivet | I alt  |
| -------------------- | ------------- | ------------------ | ------------------- | --------- | --------------------- | ------------ | -------------- | -------- | ------ |
| Holbæk købstad       | 730           | 4.851              | 2.113               | 1.104     | 1.259                 | 865          | 1.428          | 123      | 12.473 |
| Allerupgård          | 11            | 98                 | 28                  | 5         | 24                    | 16           | 34             | 0        | 216    |
| Holbæk med forstæder | 741           | 4.949              | 2.141               | 1.109     | 1.283                 | 881          | 1.462          | 123      | 12.689 |

### Efterkrigstiden
Efter 2. verdenskrig fortsatte Holbæk sin befolkningsvækst. I 1945 boede der 13.467 indbyggere i købstaden, i 1950 14.417 indbyggere, i 1955 15.153 indbyggere, i 1960 15.475 indbyggere og i 1965 16.445 indbyggere. I Butterup-Tuse Kommune voksede en ny forstad, Allerupgård villakvarter, frem og i Sdr. Asmindrup-Grandløse Kommune forstaden Lille Grandløse.
| År                   | 1945   | 1950   | 1955   | 1960   | 1965   |
| -------------------- | ------ | ------ | ------ | ------ | ------ |
| Holbæk købstad       | 13.467 | 14.417 | 15.153 | 15.475 | 16.445 |
| Allerupgård          | 234    | 315    | 434    | 548    | 684    |
| Lille Grandløse      | -      | -      | -      | 194    | 278    |
| Holbæk med forstæder | 13.701 | 14.732 | 15.587 | 16.217 | 17.407 |

Byudviklingen bevirkede, at der blev nedsat et byudviklingsudvalg, som udarbejdede en byudviklingsplan for Holbæk-egnen omfattende både købstaden, forstadskommunen og flere landkommuner.

### Nyere tid
Holbæk Kommune blev dannet efter kommunalreformen 2007 og består af de tidligere kommuner Holbæk (1970-2006:159,47 km²), Jernløse, Svinninge, Tornved og Tølløse. Den nuværende kommune dækker et areal på 578,70 km².
Holbæks udvikling er i de seneste år gået fra industri til erhverv,[kilde mangler] hvorfor blandt andet den tidligere industrihavn er blevet omdannet til en moderne, urban bydel med kontorerhverv, kulturtilbud og attraktive etageboliger. Derudover har man benyttet den tidligere kasernegrund og andre grønne områder til bebyggelse.
Byen har tre store områder med socialt boligbyggeri: Ladegårdsparken, Engvang og Bjergmarken, hvor der er sket en stor koncentration af flygtninge og indvandrere.[kilde mangler]
Der har de senere år været og er fortsat adskillige store byggeprojekter i Holbæk. Blandt disse projekter er den kommende, grønne bydel Holbæk Have, byudvikling på Jernstøberiet, byens nye arena Holbæk Sportsby og AP Pensions Holbæk Fjordtårn - et højhus i 17 etager med boliger på havnen.
Holbæk Sportsby er et projekt som er blevet til i samarbejde mellem byens idrætsforeninger og Holbæk Kommune. Stort set alle byens idrætsfaciliteter er blevet samlet i en ny idrætsby, der er opført som barmarksprojekt ved Omfartsvejen syd for Holbæk. Byggeriet blev påbegyndt i september 2016, og sportsbyen blev indviet d. 21. juni 2019. Området indeholder bl.a. svømmecenter, multihal, tennishal, badmintonhal, squashbaner, sundhedscenter, fitnesscenter, fodboldstadion, café og en lang række udendørs anlæg til bl.a. tennis, padeltennis, atletik, mountainbike o.lign. Det er planen, at der skal udvikles en helt ny bydel med boligbyggeri i området omkring sportsbyen.
Holbæk Sportsby er kåret til Årets Idrætsbyggeri 2020.
På Holbæk Havn har AP Pension opført et højhus i 17 etager (55 meter) med 60 boliger, som stod færdigt i december 2019. Holbæk Fjordtårn, som højhuset hedder, er tegnet af Juul-Frost Arkitekter og er den højeste boligejendom i Region Sjælland.
Et andet væsentligt byggeprojekt i Holbæk by er på den tidligere slagterigrund på Vølundsvej, hvor opførelsen af 243 almene boliger i tre etaper er i gang. Boligerne har forskellig størrelse og består primært af etagebyggeri i fire-fem etager.
De tidligere idrætsarealer i Holbæk Have, hvis funktion nu er udflyttet til Holbæk Sportsby, er blevet opkøbt af FB Gruppen A/S, PKA og Sampension, som fra 2021-2031 opfører en ny bydel med op til 1.375 nye, blandede boliger samt grønne, rekreative fællesområder. Den nye bebyggelse kommer til at bestå af dobbelthuse, rækkehuse og etagebyggeri. Den samlede anlægssum bliver på ca. 2,5 mia. kr., og dermed bliver det en af de største investeringer i Holbæk Kommune nogensinde.
I den østligste del af Holbæk Have har Boligselskabet Alliken opført 96 almene boliger fra to til 10 etager på den grund der tidligere husede Brunhøjskolen.
Den tidligere jernstøberigrund på Lundemarksvej centralt i Holbæk bliver fra 2021-2025 udviklet til et moderne boligområde med rækkehuse, seniorbofællesskab, etagebyggeri og punkthuse i op til otte etager.
Endnu et stort bydelsprojekt med ca. 3.200 boliger vil i de kommende år se dagens lys i Holbæk, nemlig projektet Fjordbyen som frem mod 2030 vil blive realiseret af Gefion Group i den vestlige del af byen.

## Demografi
Byens indbyggertal pr. 1. januar, medmindre andet er angivet
| - 2010: 27.157 - 2011: 27.055 - 2012: 27.195 - 2013: 27.096 - 2014: 26.942 - 2015: 26.961 | - 2016: 27.579 - 2017: 28.134 - 2018: 28.264 - 2019: 28.538 - 2020: 28.833 - 2021: 29.226 |

## Trafik og Transport

### Jernbaner
Holbæk har tre jernbaneforbindelser: Nordvestbanen mod Roskilde/København (dobbeltsporet) og Kalundborg (betjent af DSB), Odsherredsbanen ("OHJ") (Lokaltog), Tølløsebanen ("HTJ") (Lokaltog).
I Holbæk kommune ligger stationerne:
- Nordvestbanen: Holbæk, Vipperød og Tølløse (mod København), Regstrup, Knabstrup, Mørkøv og Jyderup (mod Kalundborg).
- Odsherredsbanen: Stenhus, Ny Hagested, Gislinge og Svinninge.
- HTJ: Kr. Eskilstrup, St. Merløse og Bagmarken.

I 2015 åbnede den sidste dobbeltsporede strækning på banen mellem Holbæk og København, og den samlede rejsetid til København H blev nedbragt med ca. et kvarter til 43 minutter med de hurtigste forbindelser.

### Holbækmotorvejen
Holbæk ligger for enden af Holbækmotorvejen (afkørsel 18, 19 og 20). Motorvejen blev i 2006 udvidet, således at den i dag strækker sig syd om byen og ender i den vestlige forstad Tuse (afkørsel 20: Holbæk V), hvor den tidligere sluttede ved Holbæk Mega Center. Fra Tuse Nord er der bygget en ny 2+1 sporet motortrafikvej til nord for Vig, hvor den kobles sammen med resten af motortrafikvejen fra Lumsås. Denne strækning åbnede for trafik den 29. november 2013. Ved Roskilde er Holbækmotorvejen i perioden 2009-2012 blevet udvidet til tre spor, for at afhjælpe de tidligere problemer med kødannelser.

### Flyveplads
Holbæk har ikke nogen lufthavn, men der findes Holbæk Flyveplads.

## Erhverv
Byen har tidligere baseret sin indtjening på industrivirksomheder som Holbæk Skibsværft, Hotaco og Holbæk Jernstøberi, mens man i dag er mindre afhængig af industrien, og mere af virksomheder der kan servicere byens pendlerbefolkning. Således lukkede det lokale slagteri Steff Houlberg i 2006, mens Superfos indtil 2007 var den eneste væsentlige industrivirksomhed i området.
Holbæks største virksomheder er i dag finanskoncernen Sparekassen Sjælland-Fyn, der driver bank, forsikring og ejendomsmægler og har filialer over det meste af Sjælland, samt busselskabet DitoBus. Kommunens største virksomhed er dog energiselskabet SEAS-NVE, der har hovedkvarter i Svinninge. Byen har også plastindustri, mediehus/avistrykkeri, samt medicinalindustri i form af virksomheden Pharmacosmos.
Holbæk Sygehus er et af de fire store akutsygehuse i Region Sjælland. Som en del af den tidligere VK-regerings plan om udflytning af statslige arbejdspladser, er Holbæk fra 2021 blevet hjemsted for Danmarks Evalueringsinstitut (EVA), Danmarks Akkrediteringsinstitution, Danida Fellowship Centre samt dele af Styrelsen for Undervisning og Kvalitet (STUK). De statslige arbejdspladser er samlet på den tidligere Østre Skole ved Markedspladsen centralt i byen. De fredede skolebygninger er blevet nænsomt renoveret og omdannet til moderne kontorer.
Størstedelen af Holbæks specialforretninger ligger i strøggaderne i byens centrum side om side med de mange caféer og restauranter. Byen rummer også enkelte mindre butikscentre/arkader. I den sydvestlige udkant af byen ligger Holbæk Mega Center med et stort udbud af butikker til særligt pladskrævende varegrupper. Dette handelsområde trækker mange kunder fra et stort opland og bliver løbende udvidet. I forbindelse med Holbæk Mega Center er Bilbyen også under etablering.

## Uddannelse
Byen huser i dag adskillige kommunale og private uddannelsesinstitutioner, Stenhus Gymnasium og HF, handelsskole, teknisk skole, sygeplejerskeuddannelse, finansøkonomuddannelse, kunsthøjskole og landets eneste glarmesterskole.

### Folkeskoler og privatskoler i Holbæk
I Holbæk findes fire kommunale skoler:
- Bjergmarksskolen – Placeret i den østlige del af byen ved boligområdet Bjergmarken. Skolen huser en lang række sportsarrangementer, blandt andet basketholdet Team Sjællands hjemmekampe.
- Absalonsskolen – Byens største skole opført i 2005 som en erstatning for de to skoler Slotsmarksskolen og Søndre Skole.
- Tuse Skole – Skole i byens vestlige forstad Tuse.
- Holbæk 10. klassecenter – en del af ungdomsområdet for Holbæk Kommune.

Derudover er der fire private grundskoler:
- Holbæk Lilleskole
- Stenhus Kostskole
- Holbæk Private Realskole
- Andreasskolen (kristen friskole)

### Ungdomsuddannelser
I Holbæk findes en række uddannelsestilbud efter grundskolen:
- Stenhus Gymnasium og HF
- Slotshaven Gymnasium
- EUC Nordvestsjælland – Driver Handelsskole, Teknisk Skole og Glarmesterskole
- Nordvestsjællands HF & VUC
- FGU Nordvestsjælland
- Ungdomsskolen UngHolbæk, bl.a med UngHavn (sejlskib[25][26] og fjordfornyelse)[27]

### Videregående uddannelse
- Siden 2018 udbyder Professionshøjskolen Absalon en ny sygeplejerskeuddannelse i Holbæk. Byens tidligere sygeplejeskole lukkede i 1998. Fra 2019 udbyder Zealand (Sjællands Erhvervsakademi) desuden uddannelsen til finansøkonom.

### Højskoler
- Kunsthøjskolen i Holbæk med praktisk og teoretisk undervisning i og om kunst
- Jyderup Højskole ved Skarresø er en almen folkehøjskole med elektronisk musik, glaspustning, folkemusik og politik

### Tidligere videregående uddannelse
- 1960-2014 fandtes Holbæk Seminarium, som udbød professionsbacheloruddannelse til folkeskolelærer og pædagog.

## Kultur

### Attraktioner og seværdigheder
Holbæk og den omkringliggende region er forsynet med en stribe kulturelle og historiske seværdigheder, hvoraf mange har en stærk lokal tilknytning. Derudover findes en række arbejdende værksteder, kulturelle centre, teatre, spillesteder, gallerier, forlystelser, biografer, restauranter og caféer.

#### Museer
Holbæk Museum er indrettet i en række gamle bygninger i Klosterstræde. Det er en del af fusionsmuseet Vestsjællands Museum, og i 2017 havde det lige over 15.000 besøgende.
Æglageret er et galleri med skiftende udstillinger, indrettet i et tidligere æglager på Lindevej, og drives af Holbæk Kunstforening. Danmarks Ægmuseum er indrettet i kælderen under udstillingslokalerne i Æglageret.
Andelslandsbyen Nyvang på Oldvejen sydøst for Holbæk er et levende frilandsmuseum fra 1880-1950 . I 2017 havde det over 62.000 besøgende.
I omkring et år eksisterede Danmarks Vej- og Bromuseum, under Transportministeriet, ved siden af Andelslandsbyen. Da drifttilskuddet bortfaldt, måtte det dog lukke.

#### Arkitektur
Skt. Nikolai Kirke er byens største kirke og ligger ved siden af museet. Den blev indviet i 1872 og ligger på grunden hvor den tidligere klosterkirke, Sct. Lucius, lå. Den gamle klosterkirke var i sine sidste leveår i meget dårlig stand og blev nedrevet i 1869.
Tveje Merløse Kirke ligger 3 km syd for Holbæk. Det er en romansk kirke i kampesten med sjældne tvillingetårne, der krones af unikke, stenbyggede tårnkupler, og i skibet ses et fint herskabspulpitur – en særlig loge, hvorfra den lokale stormand kunne følge gudstjenesten. Kirken stammer fra 1125/50 og menes opført for et fremtrædende medlem af Hvide-slægten, hvis kendteste medlem er ærkebiskop Absalon.
Sortebrødreklosteret ligger ved siden af Sankt Nikolai Kirke, og det blev grundlagt i 1276. På den anden siden af kirken ligger Kapellanboligen, som er et fredet bindingsværkshus fra omkring år 1600. Flere af Holbæk Museums bygninger er fredede bindingsværksbygninger fra sidste halvdel af 1600-tallet. Elefantapoteket i Ahlgade blev grundlagt i 1705, og er ligeledes en fredet bygning med en senklassicistisk facade.
Holbæk Gamle Havn omkring det tidligere Holbæk Skibsværft har iværksat en række projekter efter at skibsværftet som Sjællands sidste indstillede sine aktiviteter med udgangen af 2007.

#### Musik og teater
Musikhus Elværket er et koncert- og spillested, som er indrettet i et tidligere elværk, der blev opført i 1911. Det fungerede en overgang som medborgerhus, men i 1996 blev det overdraget til Holbæk Kommune og omdannet til spillested.
Holbæk Teater er egnsteater, og det har bl.a. vundet to Reumert-priser. Teatret er indrettet i en tidligere biografbygning og blev etableret i 1984.
Teatret Fair Play er et professionelt teater, der turnerer i hele landet.
Cirkus Kæphøj er egentlig en fritidsklub, men en del af konceptet er, at der flere gange årligt laves cirkusforestillinger med børnene. Det blev grundlagt i 1985 og forestillingerne tager også på turné.

### Seværdigheder i omegnen
- Orø Minder, et lille egnsmuseum indrettet i øens tidligere fattighus ved siden af kirken på Orø
- Nørre Jernløse Mølle, et arbejdende møllemuseum
- Skamstrup Mølle, fungerende mølle, formidlingsværksted og historisk seværdighed
- Torbenfeldt Smedemuseum

### Sport
Byens største sportsklub med ca. 1100 medlemmer er Holbæk Golfklub, der har fostret fire internationale mestre, fulgt af fodboldklubben HB&I med ca. 800 medlemmer og et hold i 2. division, og af basketballklubben HBBK, der tidligere har ligget i Basketligaen, men nu frivilligt er rykket ned i 2. division.
Derudover findes håndbold på eliteniveau, samt en lang række af mindre foreninger – orienteringsklubben, atletik, tennis, badminton, svømmeklub, roklubben, rideklubben, andre fodboldklubber mm. Fodboldklubben HB&I var i midten af 70'erne i toppen af dansk fodbold med sølvmedaljer i 1975 og pokalfinalepladser i 1975 og 1976. HB&I fik pr. 1. juli 2008 en professionel overbygning, Nordvest FC, som i efteråret 2008 besejrede superligaholdene SønderjyskE og AC Horsens i Ekstra Bladets pokalturnering.
Holbæk Red Devils er en amerikansk fodboldklub i Holbæk.

#### Holbæk Elitesport A/S
For uddybende artikel, se Holbæk Elitesport
I foråret 2006 forsøgte forretningmanden Per Klarskov at starte Holbæk Elitesport A/S som et samlet selskab for Fodbold, Basket og Håndbold. Mens fodbold- og basketklubben sammen med borgmester Jørn Sørensen forholdt sig kritisk til det nye projekt, blandt andet på baggrund af Per Klarskovs fyring fra fodboldklubben FC København, var håndboldklubben positivt indstillet. Derefter dannedes selskabet Holbæk Elitesport A/S, og en række kvindelige serbiske spillere blev engageret, og bysbarnet, tidligere landstræner, Torben Winther, blev ansat som træner for det nye hold.
Projektet blev dog bremset af manglende økonomisk ballast, og holdets sponsorer begrænsede sig til den lokale papirhandel og en række småbutikker. Per Klarskov påstod at have et trecifret millionbeløb til gode, men såvel trænere som spillere fik ikke udbetalt løn, og selskabet betalte ikke regningerne fra Hotel Strandparken, hvor de serbiske spillere var indkvarteret.

#### DGI City 2009
Danske Gymnastik- & Idrætsforeninger afholdt Landsstævne i Holbæk d. 2.-5. juli 2009. De fleste idrætsanlæg er blevet opført i byens sydøstlige del på området Fælleden, bl.a. et meget stort stadion. Der er desuden blevet anlagt en ny vej til stævnecentrum (stadion) med det passende navn Arenavej.
Der var tidligere planer om at opføre et 20.000 m² stort DGI-hus på Blegstrædehagen ved Holbæk Gl. Havn efter samme koncept som DGI-byen i København. På grund af finanskrisen og kommunens trængte økonomi blev projektet dog ikke realiseret. Adskillige år senere er det lykkedes for kommunen og byens idrætsforeninger at samle stort set alle Holbæk bys idrætsaktiviteter i det storstilede projekt Holbæk Sportsby, som åbnede i 2019 ved Omfartsvejen syd for Holbæk. (Se afsnittet 'Nyere tid' ovenfor)

### Venskabsbyer
- Laihia
- Paimio
- Priekule
- Trysil
- Ås
- Dorchester
- Kil
- Ljungby
- Trelleborg
- Celle
- Wesenberg
- Quanzhou

## Galleri
- Holbæks Købstadssegl
- Ahlgade - Holbæks brede hovedstrøg
- Smedelundsgade
- McDonald's Holbæk
- Bagstræde
- Holbæk Sygehus (hovedindgang)
- Hotel Strandparken
- Holbæk Seminarium
- Tveje Merløse Kirke
- Den gamle stubmølle i Strandparken
- Strandparken
- Lundemarken
- Brorfelde
- Maglesø
- Løvenborg
- Hørby Færgekro
- Holbæk Mega Center
- Hovedkvarter for Regionstog A/S på Jernbanepladsen

## Kendte Holbækkere
Blandt Holbæks mere kendte bysbørn findes blandt andre:
- Olafur Eliasson, kunstner
- Connie Hedegaard, politiker
- Kaare Dybvad, politiker
- Torben Winther, håndboldtræner
- Henrik Boserup, kok
- Kristian Ditlev Jensen, forfatter og journalist
- Christian Poulsen, fodboldspiller
- Cutfather, musikproducer
- Brian Mikkelsen, politiker
- Torkil Lauesen og Niels Jørgensen, medlemmer af Blekingegadebanden
- Inga Nielsen, operasangerinde
- Mads Mensah Larsen, håndboldspiller
- Niels Jørgen Kaiser, DR-generaldirektør
- Aage Stentoft, revykonge
- Peter Olesen, journalist, TVA-nyhedsoplæser, arkitekturkritiker
- Sten Rasmussen, Lektor, internationalt kendt Herman-Bang-forsker (1936-2019).